# Karl-August Reckling
Karl-August Reckling (* 4. März 1915 in Kiel; † 24. Oktober 1986 in Hamburg) war ein deutscher Ingenieur und Hochschullehrer, der sich mit Mechanik, Schwingungs- und Schiffsfestigkeitsfragen beschäftigte. Er war der Sohn des Marine-Intendantur-Sekretärs und letzten Küchenmeisters im Klosteramt Dobbertin Karl Reckling und Enkel des Militärmusikers und Komponisten August Reckling.

## Jugend und Studium
Reckling besuchte von 1925 bis 1934 das Gymnasium in der preußischen Kreisstadt Wernigerode, wohin seine Eltern 1924 aus Schwerin gezogen waren. Nach seinem Abitur fuhr Reckling einige Zeit zur See, um daran anschließend Schiffsbautechnik an der TH Berlin bei István Szabó zu studieren, das er 1940 mit einem Diplom mit der Note eins abschloss. Danach, während des Zweiten Weltkriegs, war er bis zum Ende des Krieges am Hauptamt Kriegsschiffbau, Abteilung U-Boote des Oberkommandos der Marine in Kiel beschäftigt. 1945 geriet er in britische Kriegsgefangenschaft, aus der er 1948 entlassen wurde. Sein Weg führte ihn danach wieder zurück an die TH Berlin, wo er als wissenschaftlicher Assistent am Lehrstuhl für Mechanik 1951 mit Auszeichnung zum Doktor-Ingenieur promovierte.

## Habilitation und Privatwirtschaft
Als Oberingenieur blieb Reckling dem Lehrstuhl noch zwei Jahre erhalten, bis er 1953 zur Versuchsanstalt für Wasserbau und Schiffbau in Berlin wechselte, an der er sich 1955 für das Lehrgebiet „Theorie der Plastizität“ habilitierte. Die Firma Friedrich Kocks in Düsseldorf auf ihn aufmerksam geworden, bot ihm daraufhin eine Stelle als Entwicklungsleiter an, die er noch im selben Jahr antrat. Aber auch in dieser Position hielt es Reckling nicht lange. Professor Georg Schnadel, zu dieser Zeit Honorarprofessor an der Universität Hamburg und Vorsitzender des Germanischen Lloyd veranlasste ihn sein Tätigkeitsfeld nach Hamburg zu verlegen. Beim Germanischen Lloyd baute Reckling in kurzer Zeit eine leistungsfähige Forschungs- und Entwicklungsabteilung für den Schiffbau auf und gab parallel dazu Vorlesungen an der Mathematisch-Naturwissenschaftlichen Fakultät der Uni Hamburg.

## Forschung und Lehre
1957 folgte Reckling dem Ruf zum ordentlichen Professor an seine Heimatuni in Berlin, wo er an der Fakultät für Mechanik den Lehrstuhl übernahm. Als Dekan der Fakultät widmete er sich neben seinen Vorlesungen vor allen Dingen der Forschung auf dem Gebiet der Plastizität metallischer Strukturen und den Sicherheitskonzepten kernenergieangetriebener Handelsschiffe mit den theoretischen Fragen von Schiffskollisionen. Seine Veröffentlichungen zu diesen Forschungen gelten noch heute als Standardwerke und flossen auch in die Klassifikationskriterien des Germanischen Lloyds mit ein. So konnte der Germanische Lloyd als erste Klassifikationsgesellschaft der Welt ein Klassezeichen Kollision einführen.
Nach seiner Emeritierung zog Reckling in die Nähe Hamburgs, wo er am 24. Oktober 1986 plötzlich und unerwartet verstarb.

## Schriften
- Reckling, K-A: Die Instabilität dünner Rechteckplatten im plastischen Bereich. Techn. Univ., Habil.-Schr., Berlin 1955.
- Reckling, K-A: Propulsions- und Schwingungsversuche für 21000-t-Tankmotorschiff. Auftrag Nr. S 42 und S 55; Versuchsanstalt für Wasserbau und Schiffbau, Berlin 1955.
- Reckling, K.-A.: Zur Theorie der Plattenbeulung im plastischen Materialbereich. In: Ingenieur-Archiv 28 (1959), Heft 1, S. 263–276.
- Reckling, K.-A.: Mechanik. Bd. I-III. Braunschweig/Wiesbaden 1968–1970.
- Reckling, K.-A.: Der ebene Spannungszustand bei der plastischen Balkenbiegung. In: Aus Theorie und Praxis der Ingenieurwissenschaften: Mathematik, Mechanik, Bauwesen. Festschrift zum 65. Geburtstag von István Szabó, hrsg. v. Rudolf Trostel. Ernst & Sohn, Berlin 1971, S. 39–46, ISBN 3-433-00579-6.
- Gummert, P. und K.-A. Reckling: Mechanik. (Vieweg) Braunschweig/Wiesbaden 1986. 2. Auflage 1987. 3. Auflage (Springer) Wiesbaden 1994.